# Tervel Dlagnev

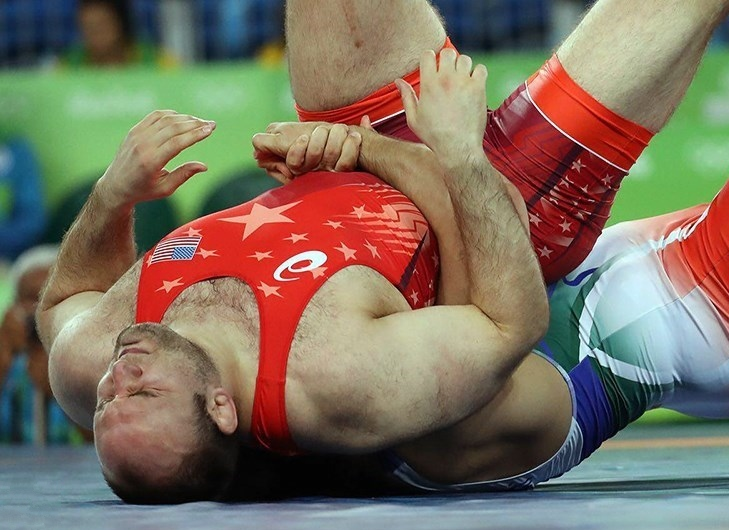
Tervel Dlagnev (2016)

Tervel Ivaylov Dlagnev (bulgarisch Тервел Ивайлов Длагнев Terwel Iwajlow Dlagnew; * 19. November 1985 in Sofia, Bulgarien) ist ein US-amerikanischer Ringer bulgarischer Herkunft.

## Werdegang
Tervel Dlagnev ist gebürtiger Bulgare und kam im Jahre 1989 mit seinen Eltern in die Vereinigten Staaten. Er besuchte in Arlington (Texas) die High School und begann dort im Jahre 2000 mit dem Ringen. Seit 2007 besucht er die University of Nebraska in Kearney (Nebraska). Er studiert dort Molekular-Biologie und wird im Ringen von Mark Manning trainiert. Inzwischen in den Vereinigten Staaten eingebürgert, wohnt er in Cedar Falls (Iowa) und gehört dem Sunkist Kids Wrestling Club an.
Als High-School-Ringer war Tervel Dlagnev noch nicht sehr erfolgreich und belegte bei den Meisterschaften des Staates Texas nur einmal einen dritten Platz. Als Ringer an der Universität von Nebraska verbesserte er sich sprunghaft und wuchs mit ca. 120 kg Körpergewicht voll in das Schwergewicht hinein. Er ringt nur im freien Stil.
Im Jahre 2007 belegte er bei den NCAA-Championships der Division II den 1. Platz im Schwergewicht, den er sich bei diesen Meisterschaften auch im Jahre 2008 sicherte. Im gleichen Jahr belegte er bei den USA-Meisterschaften der Senioren hinter Thomas Rowlands, Cole Konrad und Steve Mocco den 4. Platz. 2008 gewann er bei den USA-Meisterschaften mit einem dritten Platz hinter Thomas Rowlands und Steve Mocco, aber noch vor Tolly Thompson, erstmals eine Medaille. Er nahm in diesem Jahr auch an den sog. Olympiatrials (Olympiaausscheidung) teil. Kam dort aber den Arrivierten Steve Mocco, Thomals Rowlands und Scott Steele nur auf den 4. Platz.
Im Jahre 2009 erfolgte dann sein Durchbruch auf nationaler Ebene. Zunächst belegte er bei den USA-Meisterschaften hinter Steve Mocco den 2. Platz und dann schlug er den gleichen Ringer bei der US-amerikanischen Weltmeisterschaftsausscheidung und holte sich damit die Fahrkarte für die Weltmeisterschaften 2009.
Neben diesen guten Ergebnissen auf nationaler Ebene zeigte Tervel Dlagnev auch auf der internationalen Ringermatte, dass dort künftig mit ihm zu rechnen ist. Im Jahre 2008 wurde er in Thessaloniki Universitäten-Weltmeister vor Riza Yildirim aus der Türkei und Atsushi Nakamura, Japan. Im Jahre 2009 gewann er ein internationales Turnier in Kiew vor dem Georgier David Otiaschwili. Beim „Dan-Kolew“-Turnier in Sofia erreichte er hinter Boschidar Bojadschiew aus Bulgarien, aber vor Bartłomiej Bartnicki aus Polen den 2. Platz. Und auch beim „Takhty“-Cup in Teheran vermochte er mit einem 3. Platz hinter den beiden Iranern Fardin Masoumi Valadi und Mohammadreza Azarshakib zu überzeugen. Bei den Weltmeisterschaften in Herning konnte er ebenfalls überzeugen. Er besiegte dort Yuyyup Nunajew, Ungarn, Alexei Schemarow aus Belarus und Ali Isajew, Aserbaidschan. Im Halbfinale verlor er gegen Fardin Masoumi Vladi, konnte sich aber in der Trostrunde mit einem Sieg über Alexander Modebadse aus Georgien eine Bronzemedaille sichern.
Seit 2008 bekleidet Tervel Dlagnev einen Trainerposten an der University of Northern Iowa.
2010 belegte Tervel Dlagnev sowohl bei den USA-Meisterschaften als auch bei der US-amerikanischen Weltmeisterschaftsausscheidung hinter Les Sigman vom Nittany Lion WC den 2. Platz. Er kam deshalb bei den Weltmeisterschaften in Moskau nicht zum Einsatz. In Monterrey wurde er aber Pan Amerikanischer Meister im Schwergewicht vor Jesse Ruiz Flores aus Mexiko und Antoine Aboujaoude, Brasilien. 2011 wurde er aber wieder USA-Meister und gewann auch das Ausscheidungsturnier für die Weltmeisterschaften in Istanbul vor Steve Mocco. Bei den Weltmeisterschaften besiegte er u. a. den Olympiasieger Artur Taymazov aus Usbekistan. Im Halbfinale unterlag er aber gegen Alexei Schemarow aus Belarus und schließlich unterlag er auch im Kampf um eine WM-Bronzemedaille gegen Dawit Modsmanaschwili aus Georgien, der nach einer zweijährigen Dopingsperre wieder am Start war, nach Punkten.
2012 gewann Tervel Dlagnev vor den Olympischen Spielen in London vier stark besetzte internationale Turniere und besiegte dabei so starke Ringer wie den amtierenden Weltmeister Alexei Schemarow, Taha Akgül aus der Türkei und Komeil Ghasemi aus dem Iran. Im Februar 2012 wurde er in Colorado Springs auch Panamerikanischer Meister vor Sunny Dhinsa, Kanada und Disney Rodriguez aus Kuba. Bei den Olympischen Spielen in London besiegte er Ismael El Desouky Abdelraouf aus Ägypten und wiederum Alexei Schemarow, verlor aber dann gegen Artur Taymazov und im Kampf um eine Bronzemedaille auch gegen Komeil Ghasemi. Für ihn blieb deshalb nur ein fünfter Platz. Nach positiven Dopingtests der Medaillengewinner Artur Taymazov und Dawit Modsmanaschwili erhielt Dlagnev nachträglich die Bronzemedaille.
Einen 5. Platz belegte er auch bei den Weltmeisterschaften 2013 in Budapest. Er besiegte dort u. a. seinen Angstgegner Komeil Ghasemi, verlor aber im Halbfinale gegen Alen Sassejew aus der Ukraine und im Kampf um eine der Bronzemedaillen ebenso gegen Taha Akgül aus der Türkei.
Bei den Weltmeisterschaften 2014 in Taschkent gewann er aber wieder eine Medaille. Er kam dort zu Siegen über Alexander Romanow aus der Republik Moldau und Soslan Gaglojew aus der Slowakei, verlor dann gegen Taha Akgül und siegte danach über Aslan Dsebischow, Aserbaidschan und den Ex-Weltmeister Alexei Schemarow aus Belarus, womit er eine Bronzemedaille gewann.
2015 war er bei den Weltmeisterschaften nicht am Start und musste sich deshalb in einem Olympiaqualifikationsturnier erst einen Startplatz bei den Olympischen Spielen in Rio de Janeiro erkämpfen. Dies erledigte er bei einem Turnier in Frisco in überzeugender Weise. Er gewann dieses Turnier vor Korey Jarvis aus Kanada. Erst danach siegte er bei den US-Trials für die Olympischen Spiele vor Zachery Rey, Dominique Bradley und Nicholas Gwiazdowski und hatte erst damit seinen Startplatz in Rio de Janeiro sicher. In Rio siegte er über Jamaladdin Magomedow und Robert Baran aus Polen, unterlag dann aber gegen Komeil Ghasemi und Geno Petriaschwili aus Georgien, einem jungen Newcomer und erreichte damit wieder nur den undankbaren 5. Platz. Danach beendete er seine Ringerlaufbahn.

## Internationale Erfolge
| Jahr | Platz  | Wettbewerb                                                      | Gew.-Kl.   | Bemerkung |
| ---- | ------ | --------------------------------------------------------------- | ---------- | --- |
| 2007 | 1.     | Sunkist Kids Open in Phoenix (Arizona)                          | Schwer     | vor Les Sigman und Mike Faust, bde. USA |
| 2008 | 1.     | Universitäten-WM in Thessaloniki                                | Schwer     | vor Riza Yildirim, Türkei, Atsushi Nakamura, Japan u. R. Kurbanismailow, Russland |
| 2008 | 1.     | New York Athletic Club Open                                     | Schwer     | vor Steve Mocco, USA u. Waleri Bedojew, Russland |
| 2009 | 1.     | Intern. Turnier in Kiew                                         | Schwer     | vor David Otiaschwili, Georgien, Sayed Mohammad Azarshakib, Iran u. Andre Podsewalnikow, Republik Moldau |
| 2009 | 2.     | „Dan-Kolew“-Turnier in Sofia                                    | Schwer     | hinter Boschidar Bojadschiew, Bulgarien, vor Bartłomiej Bartnicki, Polen und Francesco Miano Petta, Italien |
| 2009 | 3.     | „Takhty“-Cup in Teheran                                         | Schwer     | hinter Fardin Masoumi Valadi u. Mohammadreza Azarshakib, bde. Iran, vor Ahmad Rasouli, Iran |
| 2009 | 3.     | WM in Herning                                                   | Schwer     | nach Siegen über Yussup Nunajew, Ungarn, Alexei Schemarow, Belarus und Ali Issajew, Aserbaidschan, einer Niederlage gegen Fardin Masoumi Valadi und einem Sieg über Alexander Modebadse, Georgien                                                  |
| 2010 | 1.     | Welt-Cup in Moskau                                              | Schwer     | vor Biljal Machow, Russland, Ruslam Scheikow, Belarus, Fatih Çakıroğlu, Türkei u. Ali Issajew |
| 2010 | 1.     | Panamerikanische Meisterschaften in Monterrey                   | Schwer     | vor Jesse Ruiz Flores, Mexiko, Antoine Aboujaoude, Brasilien u. Steve Snaider, Kanada |
| 2010 | 2.     | Golden-Grand-Prix in Baku                                       | Schwer     | hinter Fatih Çakıroğlu, vor Lewan Berianidse, Georgien, Ali Issajew u. Dawit Modsmanaschwili, Georgien |
| 2010 | 1.     | „Stepan-Sarkisjan“-Memorial in Jerewan                          | Schwer     | vor Ruslan Basijew, Armenien u. Dawid Modsmanaschwili |
| 2010 | 2.     | Imamali Habibi & Abdollah Mohawe-Cup in Sary/Iran               | Schwer     | hinter Fardin Masoumi Valadi, Iran, vor Jafar Schamsenateri und Mohammad Hadji Pouraljan, beide Iran |
| 2010 | 1.     | New-York-Athletic-Club-Intern.-Open                             | Schwer     | vor Thomas Rowlands, Aaron Anspach und Blake Gillis, alle USA |
| 2011 | 3.     | „Iwan-Yarigin“-Memorial (FILA-Golden-Grand-Prix) in Krasnojarsk | Schwer     | hinter Bachtijar Achmedow u. Barzaga Kesajew, gemeinsam mit Alan Zarikajew, alle Russland |
| 2011 | 1.     | Pokal des Präsidenten der Burjatischen Rep.                     | Schwer     | vor Dschargalsaichany Tschuluunbat, Mongolei, Zibik Makarow, Russland und Les Sigman, USA |
| 2011 | 3.     | „Alexander-Medwes“-Turnier in Minsk                             | Schwer     | hinter Alexei Schemarow, Belarus u. Marid Mutalimow, Kasachstan, vor Taha Abun und Fatih Çakıroğlu, beide Türkei |
| 2011 | 5.     | Intern. Turnier der Ukraine in Kiew                             | Schwer     | hinter Artur Taymazov, Usbekistan, Marid Mutalimow, Alexander Chozianiowski, Ukraine und Taimuras Tigijew, Kasachstan |
| 2011 | 3.     | „Wacław-Ziółkowski“-Memorial in Posen                           | Schwer     | hinter Fardin Masoumi Valadi, Iran u. Alexei Schemarow, gemeinsam mit Dániel Ligeti, Ungarn, vor Fatih Çakıroğlu und Biljal Machow |
| 2011 | 5.     | WM in Istanbul                                                  | Schwer     | nach Siegen über Ariaal Lazarew, Kirgisistan, Marid Mutalimow und Artur Taymazov und Niederlagen gegen Alexei Schemarow und Dawit Modsmanaschwili                                                                                                  |
| 2011 | 1.     | Pan American Games in Guadalajara (Mexiko)                      | Schwer     | vor Sunny Dhinsa, Kanada, Disney Rodriguez, Kuba und Carlos Felix Garcia, Dom. Rep. |
| 2012 | 2.     | „Iwan-Yarigin“-Golden-Grand-Prix in Krasnojarsk                 | Schwer     | hinter Bachtijar Achmedow, vor Soslan Gaglojew und Magomedgadschi Narasulow, alle Russland |
| 2012 | 1.     | Cerro-Pelado-International in Havanna                           | Schwer     | vor Nick Matuhin, Deutschland, Disney Rodriguez, Kuba und Jarod Trice, USA |
| 2012 | 1.     | Panamerikanische Meisterschaften in Colorado Springs            | Schwer     | vor Sunny Dhinsa, Kanada, Edgaro Lopez, Morell, Puerto Rico und Disney Rodriguez |
| 2012 | 1.     | Welt-Cup in Baku                                                | Schwer     | vor Alexei Schemarow, Jamaladdin Magomedow und Komeil Ghasemi, Iran |
| 2012 | 1.     | „Wacław-Ziółkowski“-Memorial in Siedlce                         | Schwer     | vor Taha Akgül, Türkei, Däulet Schabanbei, Kasachstan und Jarod Trice |
| 2012 | Bronze | OS in London                                                    | Schwer     | nach Siegen über Ismael El Desouky Abdelraouf, Ägypten und Alexei Schemarow und Niederlagen gegen Artur Taymazov und Komeil Ghasemi; ursprünglich Rang 5, nach nachträglicher Disqualifizierung zweier Medaillengewinner doch noch Bronze erhalten |
| 2012 | 1.     | New-York-Athletic-Club International                            | Schwer     | vor Magomedgadschi Nurasulow, Russland, Ryan Tomei und Kyle Frey, bde. USA |
| 2013 | 2.     | Welt-Cup in Teheran                                             | Schwer     | hinter Taha Akgül, vor Tornik Chidescheli, Georgien und Komeil Ghasemi |
| 2013 | 1.     | „Alexander-Medwed“-Preis in Minsk                               | Schwer     | vor Ratmir Tajow, Russland, Alexei Nikolajew, Belarus und Zachery Rey, USA |
| 2013 | 2.     | „Rumble on the Rails“ in New York                               | Schwer     | vor Komeil Ghasemi, Iran |
| 2013 | 3.     | „Wacław-Ziółkowski“-Memorial in Spała                           | Schwer     | hinter Jamaladdin Magomedow und Alexei Nikolajew |
| 2013 | 5.     | WM in Budapest                                                  | bis 120 kg | nach Siegen über Antoine Jaoude, Brasilien, Nobuyashi Arakida, Japan und Komeil Ghasemi und Niederlagen gegen Alen Sassejew, Ukraine und Taha Akgül, Türkei                                                                                        |
| 2014 | 3.     | Golden-Grand-Prix in Baku                                       | bis 125 kg | hinter Alexander Chozianiwski, Ukraine und Giorgi Sakandelidse, Georgien |
| 2014 | 3.     | WM in Taschkent                                                 | bis 125 kg | nach Siegen über Alexander Romanow, Republik Moldau und Soslan Mairbekowitsch Gaglojew, Slowakei, einer Niederlage gegen Taha Akgül und Siegen über Aslan Dsebischow, Aserbaideschan und Alexei Schemarow                                          |
| 2015 | 1.     | „Beat the Streets“ in Now York                                  | bis 125 kg | vor Andres Ramos Dinza, Kuba |
| 2016 | 3.     | Großer Preis von Paris                                          | bis 125 kg | hinter Komeil Ghasemi und Luis Felipe Vivenes Urbanesa, Venezuela |
| 2016 | 1.     | Olympiaqualifikationsturnier in Frisco/USA                      | bis 125 kg | vor Korey Jarvis, Kanada, Luis Felipe Vivenes Urbanesa und Jesse Prudente Ruiz Flores, Mexiko |
| 2016 | 5.     | OS in Rio de Janeiro                                            | bis 125 kg | nach Siegen über Jamaladdin Magomedow und Robert Baran, Polen und Niederlagem gegen Komeil Ghasemi und Geno Petriaschwili, Georgien |

## Nationale Erfolge
| Jahr | Platz | Wettbewerb                  | Gew.-Kl. | Bemerkung                                                    |
| ---- | ----- | --------------------------- | -------- | ------------------------------------------------------------ |
| 2007 | 1.    | NCAA-Championships, Div. II | Schwer   |                                                              |
| 2007 | 4.    | USA-Meisterschaften         | Schwer   | hinter Thomas Rowlands, Cole Konrad u. Steve Mocco           |
| 2008 | 1.    | NCAA-Championships, Div. II | Schwer   | vor Dustin Finn                                              |
| 2008 | 3.    | USA-Meisterschaften         | Schwer   | hinter Thomas Rowlands u. Steve Mocco, vor Tolly Thompson    |
| 2008 | 4.    | Olympiatrials               | Schwer   | hinter Steve Mocco, Thomas Rowlands u. Scott Steele          |
| 2009 | 2.    | USA-Meisterschaften         | Schwer   | hinter Steve Mocco, vor Les Sigman u. Dominique Bradley      |
| 2009 | 1.    | WM-Trials                   | Schwer   | vor Steve Mocco u. Dominique Bradley                         |
| 2010 | 2.    | USA-Meisterschaften         | Schwer   | hinter Les Sigman, vor Thomas Rowlands                       |
| 2010 | 2.    | WM-Trials                   | Schwer   | hinter Les Sigman                                            |
| 2011 | 1.    | USA-Meisterschaften         | Schwer   | vor Steve Mocco, Thomas Rowlands und Jarod Trice             |
| 2011 | 1.    | WM-Trials                   | Schwer   | vor Steve Mocco, Thomas Rowlands und Dom Bradley             |
| 2012 | 1.    | Olympiatrials               | Schwer   | voe Les Sigman, Steve Mocco und Jarod Trice                  |
| 2013 | 1.    | WM-Trials                   | Schwer   | vor Tyrell Fortune, Zachary Rey und Nicholas Gwiazdowski     |
| 2013 | 2.    | USA-Meisterschaften         | Schwer   | hinter Dominique Bradley, vor Tyrell Fortune und Zachary Rey |
| 2014 | 1.    | WM-Trials                   | Schwer   | vor Zachary Rey, Nicholas Gwiazdowski und Tyrell Fortune     |
| 2014 | 1.    | USA-Meisterschaften         | Schwer   | vor Dominique Bradley, Tyrell Fortune und Zachery Rey        |
| 2015 | 1.    | WM-Trials                   | Schwer   | vor Zachary Rey, Dominique Bradley und Nicholas Gwiazdowski  |
| 2015 | 1.    | USA-Meisterschaften         | Schwer   | vor Zachary Rey, Dominique Bradley und Nicholas Gwiazdowski  |
| 2016 | 1.    | Olympiatrials               | Schwer   | vor Zachary Rey, Dominique Bradley und Nicholas Gwiazdowski  |

Erläuterungen
- alle Wettbewerbe im freien Stil
- OS = Olympische Spiele, WM = Weltmeisterschaften
- Schwergewicht, Gewichtsklasse bis 120 kg, ab 2014 bis 125 kg Körpergewicht
- Trials = Ausscheidungsturnier
- NCAA = US-amerikanischer Hochschul-Sportverband